# Antonio Campilongo
Antonio Campilongo (Buenos Aires, 18 novembre 1911 – ...) è stato un calciatore argentino, di ruolo attaccante.

## Caratteristiche tecniche
Giocò, sia in Argentina che a fine carriera in Italia, nel ruolo di ala destra.

## Carriera
Con la Roma gioca 10 partite segnando 2 gol, uno dei quali vale la vittoria dei giallorossi in un derby con la Lazio.